# Station Eigenbrakel
Station Eigenbrakel is een spoorwegstation langs spoorlijn 124 (Brussel - Charleroi) in de Waals-Brabantse gemeente Eigenbrakel (Frans: Braine-l'Alleud).
Van hieruit takte ook spoorlijn 115 af richting Rognon.
Er zijn 4 perrons met perrons 1 en 2 langs spoorlijn 124.
Sinds 1 maart 2024 zijn de loketten van dit station enkel in de week geopend tussen 7 en 14.15 uur.

## Treindienst
| Serie       | Treinsoort             | Route                                                                                                  | Bijzonderheden |
| ----------- | ---------------------- | --- | --- |
| IC 05       | Intercity (NMBS)       | Charleroi-Centraal – Eigenbrakel – Brussel-Zuid – Antwerpen-Centraal – Antwerpen-Luchtbal              | Rijdt alleen op werkdagen. |
| IC 07       | Intercity (NMBS)       | Charleroi-Centraal – Eigenbrakel – Brussel-Zuid – Antwerpen-Centraal – Essen                           | Rijdt alleen op werkdagen. |
| IC 31       | Intercity (NMBS)       | [ Charleroi-Centraal – Eigenbrakel – ] Brussel-Zuid – Mechelen – Antwerpen-Centraal                    | In het weekend vanaf Charleroi-Centraal. |
| S 1         | S-trein Brussel (NMBS) | Charleroi-Centraal – /Nijvel – Eigenbrakel – Brussel-Zuid – Mechelen – Antwerpen-Centraal              | Op zondag een deel Brussel-Noord - Nijvel en een deel Brussel-Zuid - Antwerpen-Centraal. Tijdens de week eerste en laatste ritten van/naar Charleroi-Centraal. |
| S 9         | GEN (NMBS)             | Landen – Leuven – Brussel-Schuman – Eigenbrakel – Nijvel                                               | Rijdt alleen op werkdagen. |
| S 19        | GEN (NMBS)             | [ Leuven – ] Brussels Airport-Zaventem – Brussel-Luxemburg – Eigenbrakel – Nijvel – Charleroi-Centraal | Rijdt in het weekend tussen Leuven en Nijvel. |
| P 7720/8720 | Piekuurtrein (NMBS)    | Jemeppe-sur-Sambre – Charleroi-Centraal – Eigenbrakel – Brussel-Zuid – Schaarbeek                      | Rijdt alleen op werkdagen. |

## Galerij

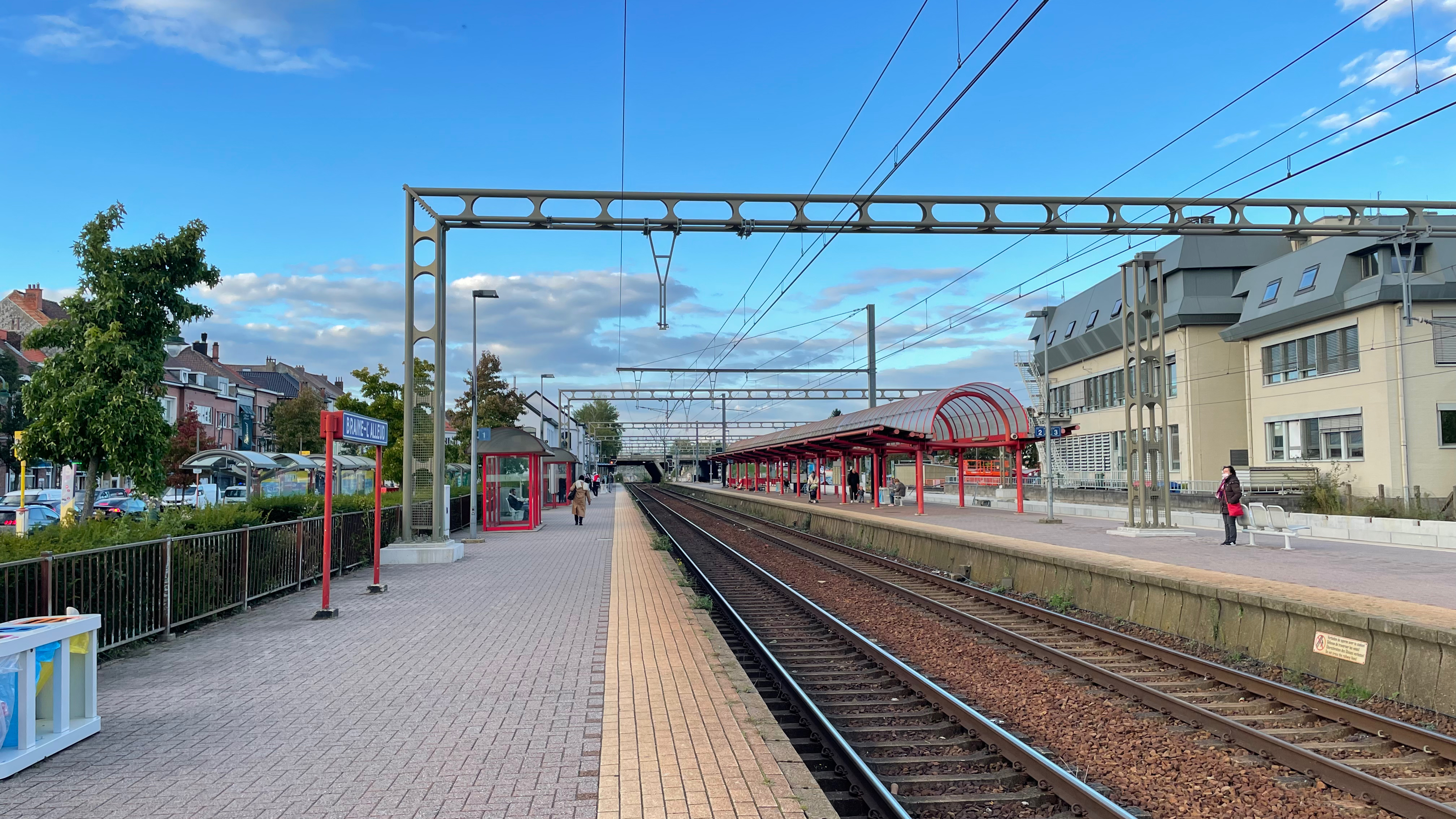
Zicht op het perron
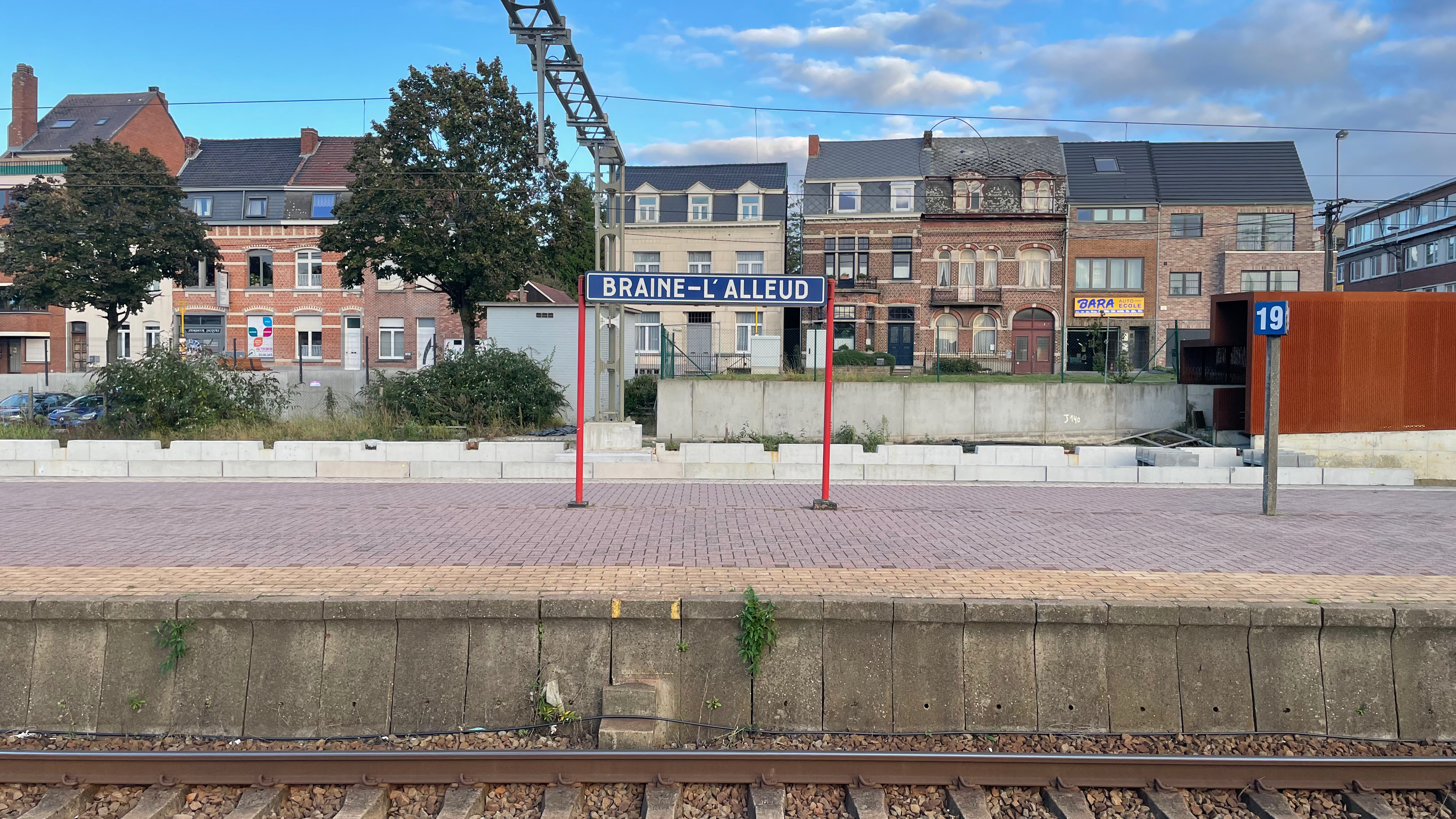
Plaatsnaambord
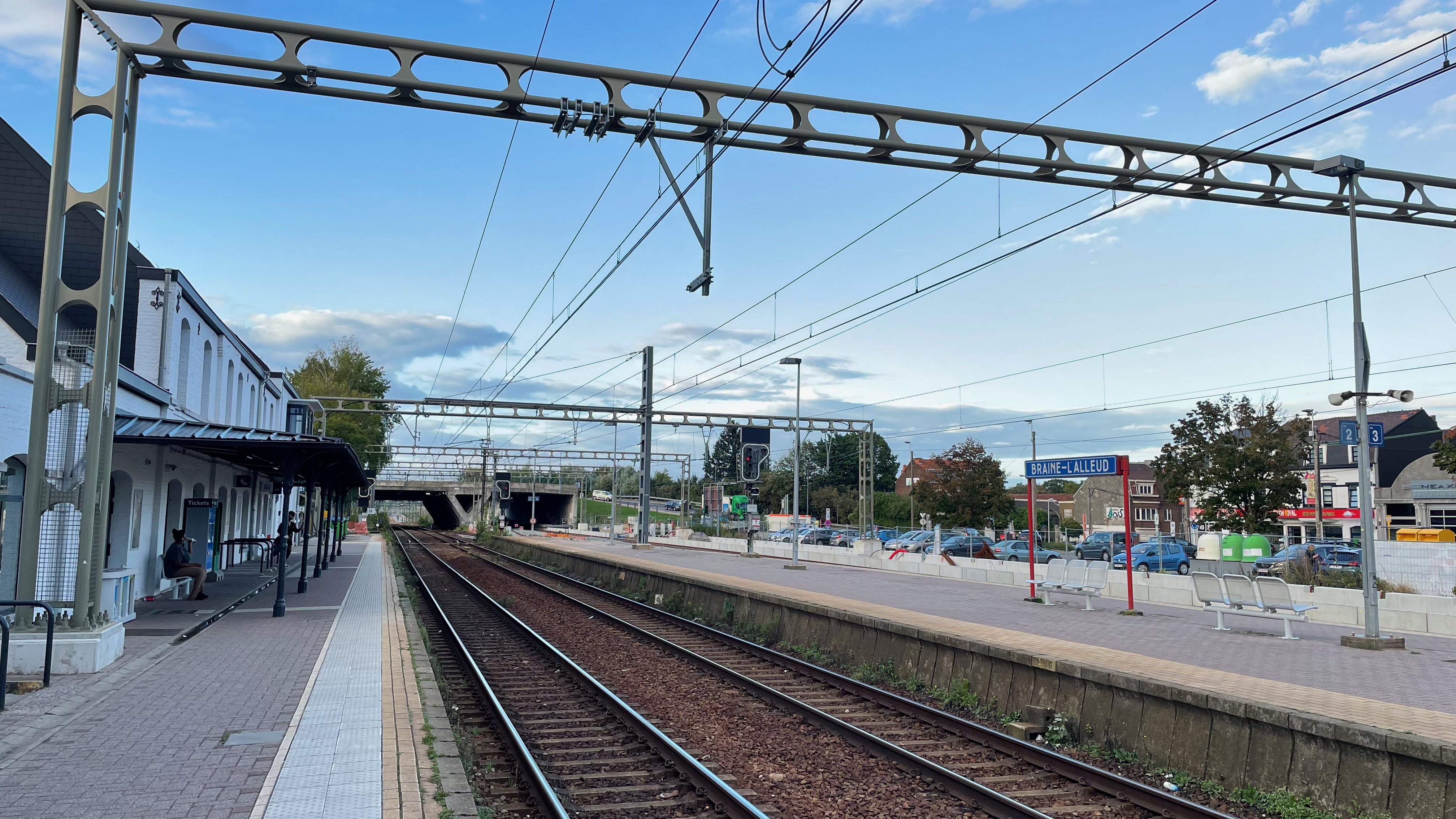
Zicht op de sporen

## Reizigerstellingen
De grafiek en tabel geven het gemiddeld aantal instappende reizigers weer op een week-, zater- en zondag.
| Tabel: aantal instappende reizigers station Braine-l'Alleud | Tabel: aantal instappende reizigers station Braine-l'Alleud | Tabel: aantal instappende reizigers station Braine-l'Alleud | Tabel: aantal instappende reizigers station Braine-l'Alleud |
|                                                             | Weekdag                                                     | Zaterdag                                                    | Zondag                                                      |
| ----------------------------------------------------------- | ----------------------------------------------------------- | ----------------------------------------------------------- | ----------------------------------------------------------- |
| 1977                                                        | 4 885                                                       | 1 193                                                       | 896                                                         |
| 1978                                                        | 4 900                                                       | 1 306                                                       | 833                                                         |
| 1979                                                        | 5 100                                                       | 1 206                                                       | 785                                                         |
| 1980                                                        | 4 724                                                       | 1 157                                                       | 757                                                         |
| 1981                                                        | 5 090                                                       | 1 179                                                       | 684                                                         |
| 1982                                                        | 4 657                                                       | 1 002                                                       | 757                                                         |
| 1983                                                        | 4 764                                                       | 978                                                         | 718                                                         |
| 1984                                                        | 3 912                                                       | 869                                                         | 650                                                         |
| 1985                                                        | 3 757                                                       | 867                                                         | 640                                                         |
| 1986                                                        | 3 199                                                       | 735                                                         | 520                                                         |
| 1987                                                        | 4 154                                                       | 770                                                         | 582                                                         |
| 1988                                                        | 4 160                                                       | 912                                                         | 687                                                         |
| 1989                                                        | 4 605                                                       | 926                                                         | 633                                                         |
| 1990                                                        | 4 263                                                       | 910                                                         | 739                                                         |
| 1991                                                        | 4 458                                                       | 996                                                         | 684                                                         |
| 1992                                                        | 4 142                                                       | 895                                                         | 675                                                         |
| 1993                                                        | 4 247                                                       | 871                                                         | 711                                                         |
| 1994                                                        | 4 719                                                       | 943                                                         | 27                                                          |
| 1995                                                        | 4 125                                                       | 977                                                         | 650                                                         |
| 1996                                                        | 4 085                                                       | 869                                                         | 621                                                         |
| 1997                                                        | 4 435                                                       | 876                                                         | 678                                                         |
| 1998                                                        | 4 795                                                       | 968                                                         | 798                                                         |
| 1999                                                        | 3 887                                                       | 1 024                                                       | 680                                                         |
| 2000                                                        | 4 656                                                       | 1 073                                                       | 722                                                         |
| 2001                                                        | 5 019                                                       | 1 320                                                       | 749                                                         |
| 2002                                                        | 4 464                                                       | 1 464                                                       | 1 086                                                       |
| 2003                                                        | 5 109                                                       | 1 490                                                       | 1 052                                                       |
| 2004                                                        | 4 786                                                       | 1 646                                                       | 1 059                                                       |
| 2005                                                        | 4 869                                                       | 1 403                                                       | 1 152                                                       |
| 2006                                                        | 5 067                                                       | 1 652                                                       | 1 170                                                       |
| 2007                                                        | 5 291                                                       | 1 562                                                       | 1 162                                                       |
| 2008                                                        | -                                                           | -                                                           | -                                                           |
| 2009                                                        | 5 695                                                       | 1 249                                                       | 1 122                                                       |
| 2010                                                        | -                                                           | -                                                           | -                                                           |
| 2011                                                        | -                                                           | -                                                           | -                                                           |
| 2012                                                        | 5 156                                                       | 1 396                                                       | 1 186                                                       |
| 2013                                                        | 5 139                                                       | 1 567                                                       | 1 212                                                       |
| 2014                                                        | 5 184                                                       | 1 693                                                       | 1 443                                                       |
| 2015                                                        | 5 319                                                       | 1 292                                                       | 803                                                         |
| 2016                                                        | 5 342                                                       | 1 189                                                       | 952                                                         |
| 2017                                                        | 5 696                                                       | 1 492                                                       | 1 310                                                       |
| 2018                                                        | 5 618                                                       | 1 934                                                       | 1 443                                                       |
| 2019                                                        | 6 133                                                       | 2 184                                                       | 1 611                                                       |
| 2020                                                        | 3 921                                                       | 1 792                                                       | 1 235                                                       |
| 2021                                                        | -                                                           | -                                                           | -                                                           |
| 2022                                                        | 5 630                                                       | 1 988                                                       | 1 537                                                       |
| 2023                                                        | 5 171                                                       | 1 406                                                       | 903                                                         |
| 2024                                                        | 5 350                                                       | 2 099                                                       | 1 657                                                       |

## Geschiedenis buurtspoorweg
Op 22 maart 1898 bereikte de buurtspoorweglijn vanuit Waver het spoorstation aan de oostkant, waar een buurtspoorwegstation werd gebouwd. Deze lijn werd in 18 oktober 1930 geëlektrificeerd, waarna de elektrische trams vanuit Brussel het station bereikte (lijn "W"). Aan de westkant van het spoor kwam er vanaf 9 oktober 1904 een andere buurtspoorlijn vanuit Virginal en Nijvel. Beide lijnen waren van elkaar gescheiden door de spoorweg. In 1910 kwam er een dienstaansluiting tussen de twee lijnen. Op 10 september 1953 werd een korte elektrische aansluiting geopend die met een brug over de spoorweg liep. De elektrische trams vanuit Brussel konden dan aan de westkant van het spoorstation aansluiting geven op de motortrams naar Virginal. De lijn naar Virginal werd op 4 juli 1959 opgeheven en de lijn naar Brussel/Waver werd op 31 maart 1964 opgeheven.
0,0: Eigenbrakel ·
2,0: Sart-Moulin ·
3,9: Noucelles ·
5,7: Woutersbrakel ·
7,6: Kasteelbrakel ·
9,6: Nidérand ·
12,5: Klabbeek ·
14,0: Tubeke ·
16,4: Ripain ·
18,1: Quenast ·
20,6: Rebecq ·
24,1: Rognon
0,0: Brussel-Zuid ·
2,1: Vorst-Oost ·
4,0: Ukkel-Stalle ·
5,6: Ukkel-Kalevoet ·
7,8: Linkebeek ·
9,1: Holleken ·
11,4: Sint-Genesius-Rode ·
12,6: De Hoek ·
15,5: Waterloo ·
18,8: Eigenbrakel ·
23,4: Lillois ·
28,1: Baulers ·
29,3: Nijvel ·
33,6: Bois-de-Nivelles ·
37,0: Obaix-Buzet ·
40,9: Luttre ·
43,4: La Chaussée ·
46,5: Courcelles-Motte ·
48,7: Roux ·
49,5: Monceau ·
52,9: Marchienne-au-Pont ·
53,7: Marchienne-Oost ·
55,9: Charleroi-Centraal